# Wilhelm Einschütz
Wilhelm Einschütz (* 25. September 1816 in Birstein im Main-Kinzig-Kreis; † 30. Oktober 1875 ebenda) war ein deutscher Bürgermeister und Mitglied der Zweiten Kammer der kurhessischen Ständeversammlung.

## Leben
Wilhelm Einschütz war in seinem Heimatort Birstein als Bürgermeister tätig, als er in den Jahren von 1855 bis 1857 und 1861 bis 1862 ein Mandat für die Zweite Kammer der kurhessischen Ständeversammlung erhielt. Er wurde im Wahlkreis Gelnhausen-Land in das Parlament gewählt, das nach den Unruhen im Jahre 1830 zum Zweck der Beratung und Verabschiedung einer Verfassung gebildet wurde und hatte bis 1866 Bestand hatte, als das Land Hessen durch Preußen annektiert wurde. 